# Arnstein (Saxe-Anhalt)
Pour les articles homonymes, voir Arnstein.
Arnstein est une commune allemande de l'arrondissement de Mansfeld-Harz-du-Sud, Land de Saxe-Anhalt.

## Géographie
La partie occidentale d'Arnstein se situe dans le Harz, la partie orientale se situe dans le bassin de la Wipper.
Les autres cours qui traversent le territoire communal est l'affluent Eine et des sous-affluents ; la Leine, la Stockbach, la Rote Welle.
La commune comprend 12 quartiers :
| Quartiers    | Nombre d'habitants | Villages                              |
| ------------ | ------------------ | ------------------------------------- |
| Alterode     | 517                | Alterode                              |
| Arnstedt     | 552                | Arnstedt                              |
| Bräunrode    | 447                | Bräunrode, Friedrichrode et Willerode |
| Greifenhagen | 272                | Greifenhagen                          |
| Harkerode    | 333                | Harkerode                             |
| Quenstedt    | 820                | Pfersdorf und Quenstedt               |
| Sandersleben | 1901               | Roda et Sandersleben                  |
| Stangerode   | 351                | Stangerode                            |
| Sylda        | 512                | Sylda                                 |
| Ulzigerode   | 202                | Ulzigerode                            |
| Welbsleben   | 712                | Welbsleben                            |
| Wiederstedt  | 1074               | Wiederstedt                           |

| Falkenstein/Harz |           | Aschersleben |
|                  | Arnstein  | Könnern      |
| Mansfeld         | Hettstedt | Gerbstedt    |

Arnstein se trouve sur la Bundesstraße 180 et sur les lignes de Halle à Vienenburg et de Berlin à Blankenheim.

## Histoire
La commune actuelle d'Arnstein est née de la fusion volontaire des dix communes qui formaient le Verwaltungsgemeinschaft Wipper-Eine en septembre 2010.

## Personnalités liées à la ville
- Friedrich Heinrich Karl von Hünerbein (1762-1819), général né à Harkerode.
- Novalis (1772-1801), poète né au château d'Oberwiederstedt
- Andreas Gottlieb Hoffmann (1796-1864), théologien né à Welbsleben.
- Christian August Friedrich Garcke (1819-1904), botaniste né à Bräunrode.
- Hans von Hardenberg (1824-1887), homme politique né au château d'Oberwiederstedt